# Eleuthère Irénée du Pont

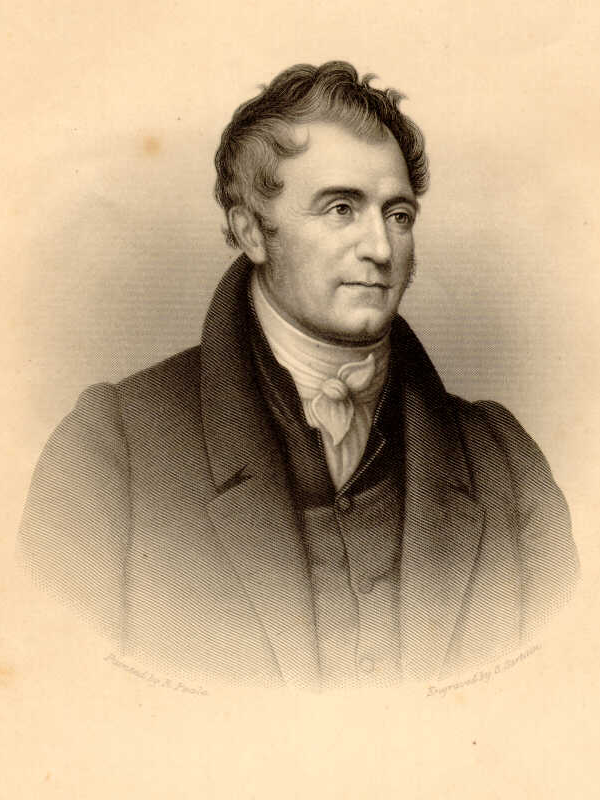
Um retrato de Éleuthère Irénée du Pont anterior a 1923.

Éleuthère Irénée du Pont de Nemours (24 de junho de 1771 – 31 de outubro de 1834), conhecido como Irénée du Pont, ou E.I. du Pont, foi um químico e industrial huguenote francês.

Éleuthère emigrou para os Estados Unidos com o pai e irmã em 1799. Como havia estudado a fabricação de pólvora com Lavoisier, decidiu usar estes conhecimentos e fundou em 1802 uma fábrica de pólvora perto de Wilmington, Delaware, que mais tarde daria origem à corporação E. I. du Pont de Nemours and Company, mais conhecida como DuPont.
Seus descendentes, a família Du Pont, foram considerados como uma das famílias mais ricas e influentes dos Estados Unidos nos séculos XIX e XX.